# Pablo Tonelli
Pablo Gabriel Tonelli (nacido el 13 de julio de 1954 en La Plata) es un abogado y político argentino, que fué desde 2011 hasta 2023 Diputado de la Nación Argentina, por el partido Propuesta Republicana de Mauricio Macri.

## Biografía

### Comienzos
Pablo G. Tonelli nació el 13 de junio de 1954, en La Plata (provincia de Buenos Aires). Está casado con Gabriela Manuela Rimoldi y tiene tres hijas y cuatro nietos.
En 1977 se recibió de abogado en la Facultad de Ciencias Jurídicas y Sociales de la Universidad Nacional.[cita requerida]
En 1989, fue Subsecretario de Justicia de la Nación y  asesor de la Presidencia del Senado de la provincia de Buenos Aires (1984/1987).[cita requerida]
En 1993 fue Ministro Secretario General de la Gobernación de Corrientes durante la intervención federal a cargo de su padre, el radical Ideler Tonelli.

### Militancia en Recrear y PRO
Fue apoderado del partido Recrear para el Crecimiento desde su fundación hasta su fusión con el PRO. En 2005 fue elegido diputado nacional por la ciudad de Buenos Aires por la alianza que formaron Recrear y Compromiso para el Cambio. 
En noviembre de 2007, asume interinamente la presidencia del partido tras la renuncia de Ricardo López Murphy. En agosto del año siguiente Recrear se fusiona con  el partido liderado por Mauricio Macri, para forma Propuesta Republicana. Ese mismo año renuncia a su banca en diputados para asumir como procurador general de la Ciudad Autónoma de Buenos Aires.

### Diputado nacional (2011-actualidad)
En 2011, fue nuevamente elegido como diputado nacional  por la Ciudad Autónoma de Buenos Aires.
Tonelli formó parte de la "Comisión Bicameral para la Reforma, Actualización y Unificación de los Códigos Civil y Comercial de la Nación", la cual tuvo como competencia el análisis del proyecto de Código Civil y Comercial de la Nación remitido al Congreso de la Nación, por el Poder Ejecutivo Nacional, mediante el mensaje 884 de 2012; la redacción del proyecto de ley correspondiente y la elaboración del despacho previo a su tratamiento legislativo.
Entre sus iniciativas legislativas se destaca el proyecto de ley de regulación de la acefalia transitoria del Poder Ejecutivo Nacional.
En 2011, fue nuevamente elegido como diputado nacional por la Ciudad Autónoma de Buenos Aires, cargo que desempeña actualmente. En 2015, el PRO gana las elecciones presidenciales en una alianza con la Unión Cívica Radical que llevó el nombre de Cambiemos. Tonelli renovó su banca en la Cámara de Diputados en esas elecciones.  En su rol de diputado preside la Comisión de Asuntos Constitucionales y la de Disciplina y Acusación. En 2019 la fiscal federal  Gabriela Boquin denunció que los estudios del actual diputado Pablo Tonelli, el de Pablo Clusellas, secretario legal y técnico de la Presidencia y el de Jaime Kleidermacher, representante legal histórico de los Macri, recibieron sumas millonarias por asesoramiento en el contexto del expediente del concurso de acreedores del Correo por la deuda del Grupo Macri. El dictamen pide que se investigue también el papel del secretario de Modernización, Andrés Ibarra, en total a través de estos grupos el Grupo Macri desvío al menos 35 millones de pesos a estudios jurídicos de diputados y funcionarios macristas.
En febrero de 2016, fue designado en el Consejo de la Magistratura en representación de Cambiemos. El juez federal Fernando Poviña, hizo lugar a una cautelar presentada por diputados del FPV para evitar que Tonelli asumiera debido a que consideraban que esa plaza le corresponde al bloque que ellos integran, por ser mayoritaria su representación parlamentaria.
En marzo de 2016 el Gobierno, a través del diputado Tonelli, anunció que impulsará la remoción del procurador General de la Nación si este no restringe su trabajo a las cuentas de los años anteriores. También amenazó con avanzar con la “destitución” o iniciarle “acciones penales” al titular de la Auditoría General de la Nación (AGN), Ricardo Echegaray, por su intención de realizar inspecciones concomitantes sobre el gobierno de Mauricio Macri. La jueza federal subrogante de Santa Rosa, La Pampa, Iara Silvestre, suspendió la designación del diputado del PRO Pablo Tonelli como miembro del Consejo de la Magistratura de la Nación en representación de la Cámara de Diputados.La jueza Silvestre entendió que la decisión de Diputados es "prima facie como contraria a la Constitución Nacional" y que la elección de Tonelli "no respetaría el equilibrio entre la representación de los órganos políticos resultantes de la elección popular que la norma fundamental procura".
En octubre del mismo año, fue uno de los diputados que firmó la reforma del Ministerio Público Fiscal, que pone en riesgo la continuidad de la "Unidad Fiscal Especializada para casos de apropiación de niños" y de la "Unidad Fiscal Especializada en Violencia contra las Mujeres".
Es integrante de la Fundación Pensar. 
Fue presidente de la comisión de Asuntos Constitucionales de la Cámara de Diputados; desde esta comisión Tonelli fue el encargado de demorar y bloquear el trámite de desafuero de la diputada Aída Ayala (de su propio bloque) que cuenta con una orden de detención. La legisladora chaqueña es investigada por asociación ilícita por la Justicia cuando la radical era intendente de Resistencia y pesa sobre ella un pedido de detención.
En 2019 quedó involucrado en la Causa Correo Argentino  donde se investiga la autocondonaciones de deuda impositiva de la familia Macri que configurarían un perjuicio al Estado por más de 73.000 millones de pesos. En el marco de la causa la justicia encontró  evidencias de vaciamiento de la empresa  pagos millonarios injustificados  a directores de la empresa y empresas de publicidad con vinculaciones con el holding Macri y  a importantes miembros del gobierno de Mauricio Macri. Entre ellos a Tonelli, al secretario de Modernización Andrés Ibarra y al Secretario  Legal y Técnico de la presidencia, Pablo Clusellas. Según el dictamen de la fiscalía:" existieron pérdidas de activos líquidos inexplicables y sin justificación".

## Controversias
Cuando Macri ganó la elección presidencial de 2015, Tonelli dijo que Alejandra Gils Carbó, Alejandro Vanoli, Martín Sabbatella y Tristán Bauer (quienes eran funcionarios con mandato hasta 2017), debían ser «removidos en las primeras horas de gobierno» de Macri, amenazándolos con enjuiciarlos si no renuncian.
También ha insultado y amenazado públicamente a Máximo Kirchner. Respecto a la denuncia sobre los contratos adjudicados por parte de la administración macrista a una empresa vinculada al excandidato a legislador por Cambiemos Fernando Niembro, Tonelli respaldó el accionar del Niembro y dijo que le tiene «plena confianza».
En 2016, mientras se discutía la reforma electoral que incluía la Boleta Única Electrónica, protagonizó una discusión con un grupo de científicos que puso en evidencia las falencias y la pobre implementación del nuevo método de voto en disertaciones convocadas por el Senado Argentino.  Tonello desacreditó a científicos y profesionales de la informática calificándolos de "Ilusionistas". En respuesta a esto diversos profesionales de facultades nacionales y el CONICET emitieron una declaración repudiando los dichos del diputado Tonelli.
- el proyecto de ley de regulación de la acefalia transitoria del Poder Ejecutivo Nacional;[24]
- el régimen electoral de boleta única;[25][26]
- la propuesta de reforma de la ley del Consejo de la Magistratura;[27]
- la regulación del derecho a la protesta garantizando la libre circulación;[28]
- el proyecto de ley que incorpora al Código Penal la figura del Juicio en Ausencia;[29]
- la reforma de la ley orgánica del Ministerio Público;[30]
- la modificación del Código Civil y Comercial de la Nación;[31]
- la reforma electoral;[32][33]
- el debate presidencial obligatorio;[33]
- la ley de subrogancias;[34]
- la renovación y cese de cargos por límite de edad de los magistrados del Poder Judicial;[35][36]
- la regulación de traslados de Jueces Federales.